# チャコウラナメクジ

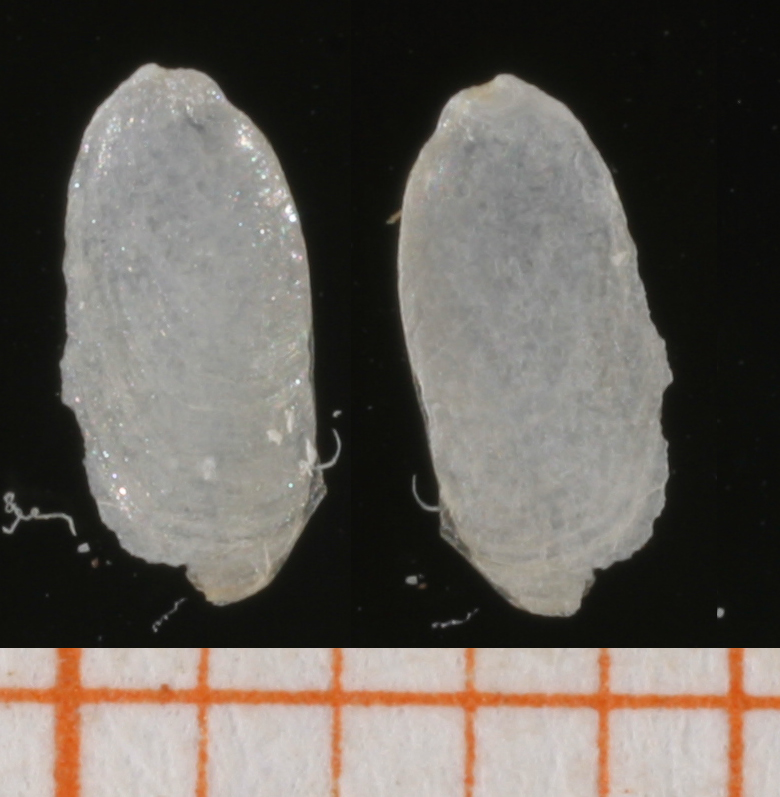
チャコウラナメクジの甲羅状の殻

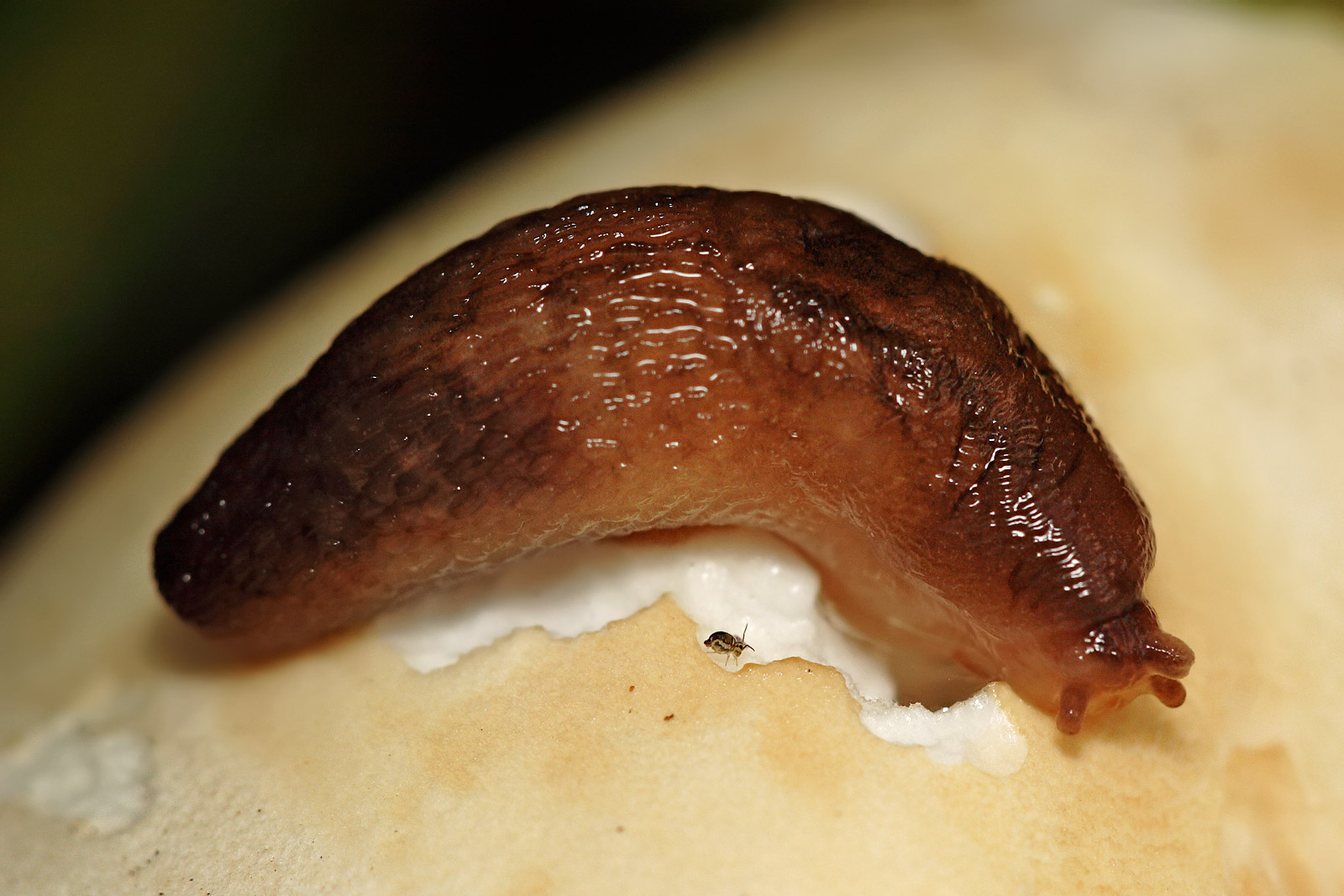
ニヨリチャコウラナメクジ

チャコウラナメクジ（茶甲羅蛞蝓）、学名 Ambigolimax valentianus （ Lehmannia valentiana は異名）はコウラナメクジ科に分類される陸生の巻貝の一種。殻は退化して1枚の甲羅状となって体内にある。
日本にはもともと分布していなかったヨーロッパ原産の外来種であるが、日本では市街地や人家周辺で最も普通にみられるナメクジの一つになっている。
チャコウラナメクジは、当初 Limax marginatus （ないし Lehmannia marginata ）であるとされていた。しかし、(狩野.後藤(1996))は、神奈川県横浜市におけるチャコウラナメクジの生態は、Le. marginata の森林中に多く樹上性という生態とは異なることを指摘し、生殖器の形態からも Le. valentiana であるとしている。また、狩野ほか(2001)は解剖学的特徴から山口県産チャコウラナメクジは Le. valentiana であったと報告している。これらの報告以降、日本産チャコウラナメクジは Le. valentiana （ないし A. valentianus ）であるという認識が一般的となっている。

## 分布
ヨーロッパ原産。
日本（本州・四国・九州）に移入分布する。

## 特徴
成貝の体長は5cm前後。背面の前半のみが外套膜に覆われ、生きているときはそこに波紋状のシワがある。このシワは粘液の波でできており絶えず動いているが、死ぬと消える。外套膜の後半部の体内には楕円形の板状の白い殻（甲羅）があり、肉を透してその存在が窺えることがある。体の後半は腹足部で、縦長の細かいブロックに分かれた彫刻がある。外套膜から腹足背面にかけて暗色の2本のすじ模様があるのが一般的だが、その濃淡には変異がある。
雌雄同体である。秋季に性的に成熟し、主に晩秋と春、石の下などに20-30個ほどの透明なゼリー状で球形の卵を産む。卵は11月下旬から5月下旬に孵化する。また、産卵を終えた親は死んでいく。野外での寿命は約1年、世代交代は年1回である。

## 日本産近縁種
“チャコウラナメクジ” Lehmannia marginata (O. F. Müller, 1774)
チャコウラナメクジ A. valentiana に見られる背面の2本の色帯がない。新潟県に棲息する色帯のない“チャコウラナメクジ”が本種であることが、生殖器の形態から確認された。
ニヨリチャコウラナメクジ Ambigolimax nyctelia (Bourguignat, 1861)
チャコウラナメクジに外見的に類似している。横浜市で発見された個体が本種である可能性が指摘されている。現在、日本に定着していると言われている 。
国内ではこれらの種以外にも多くの外来ナメクジ類が侵入・定着している可能性があるが、詳細な研究は行われていない。植物防疫法の検閲によってナメクジ類の分布は厳しく監視されている。

## 外来種問題
日本では1950年代頃に本州においてアメリカ軍物資に紛れ込んで侵入したものと考えられている。家庭菜園や鉢植えの植物を摂食する農業害虫となっている。
本種は日本生態学会により日本の侵略的外来種ワースト100に選定されている。

## 忌避・駆除
- メタアルデヒドや、ドデシルアミン（別名：ビスヒドロキシエチルドデシルアミン）が塗布されたシートを植物に巻き付けるとある程度は防ぐことができる[11]。
- 土壌の中に1kgあたり30mgの銅イオンを含めると防除効果がある[12]。